# Entomophthora leyteensis
Entomophthora leyteensis är en svampart som beskrevs av L.T. Villac. & S. Keller ex S. Keller 2004. Entomophthora leyteensis ingår i släktet Entomophthora och familjen Entomophthoraceae.   Inga underarter finns listade i Catalogue of Life.